# Вирка (притока Горині)
Ви́рка — річка в Україні, в межаж Володимирецького району Рівненської області. Ліва притока Горині (басейн Дніпра).

## Етимологія
Назва від вирва «вимоїна». Дана за характер течії.

## Гідрографія

### Розташування
Вирка бере початок з болотного масиву біля західної околиці села Вирки. Тече спершу переважно на північний схід, у середній та нижній течії — на схід. Впадає до Горині при східній частині села Городець. 
Основні притоки: Верхній, Смуга (ліві).

### Характеристика
Довжина 27 км (за іншими даними — 17,3 км). Площа водозбірного басейну 261 км². Похил річки 0,6 м/км. Заплава заболочена, річище звивисте, завширшки до 12—15 м.

## Використання
Меліоративне водовідведення.